# إكسمنستر
إكسمنستر مركز حضاري (2637 نسمة) يقع جنوب إكسيتر في مقاطعة ديفون أو ديفونشير,إنجلترا .اشتهرت قديما بصناعة السجاد  و يصنع الآن في ويلتون.

## أعلام
- فيل بير